# Kramerie

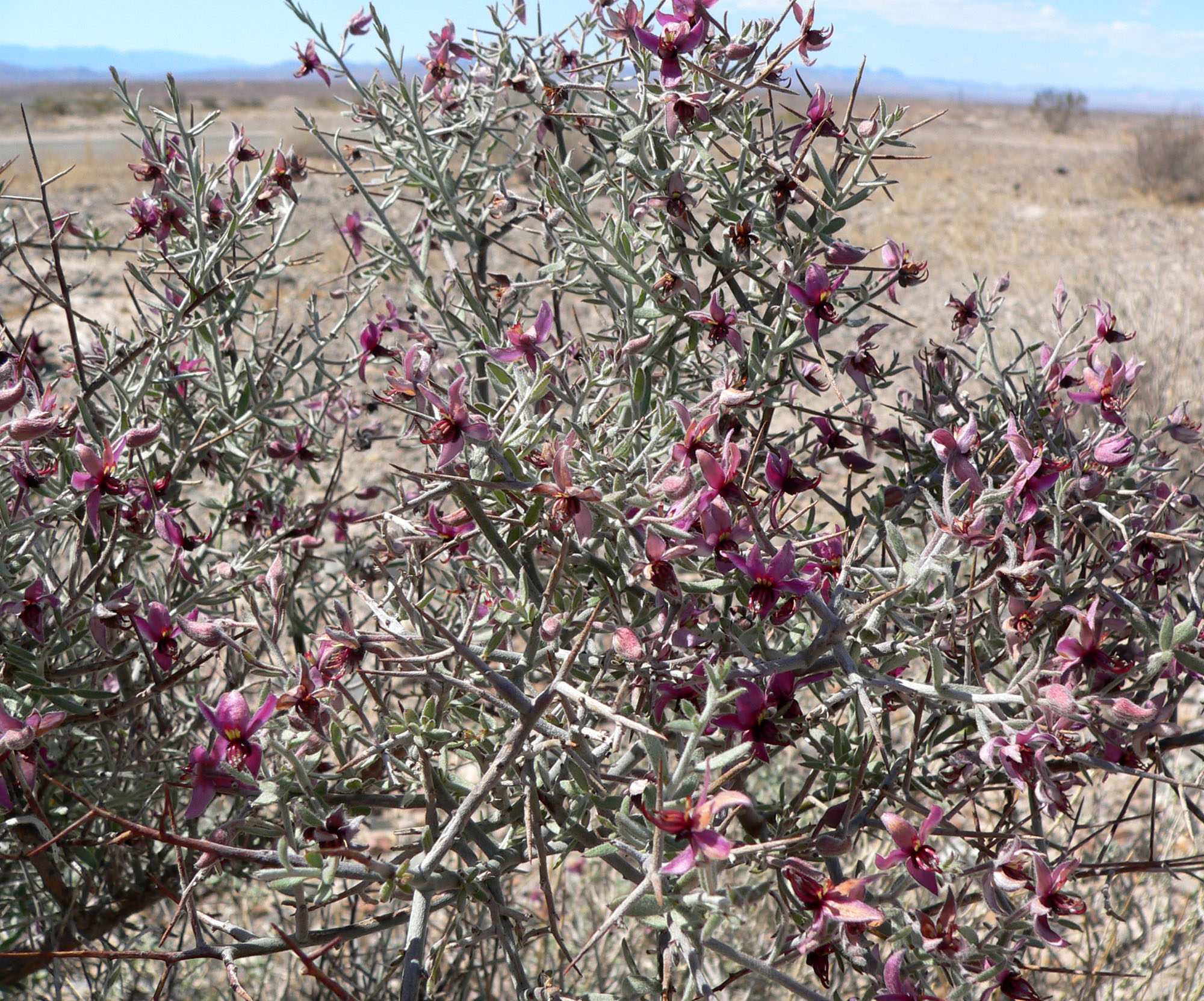
Krameria grayi

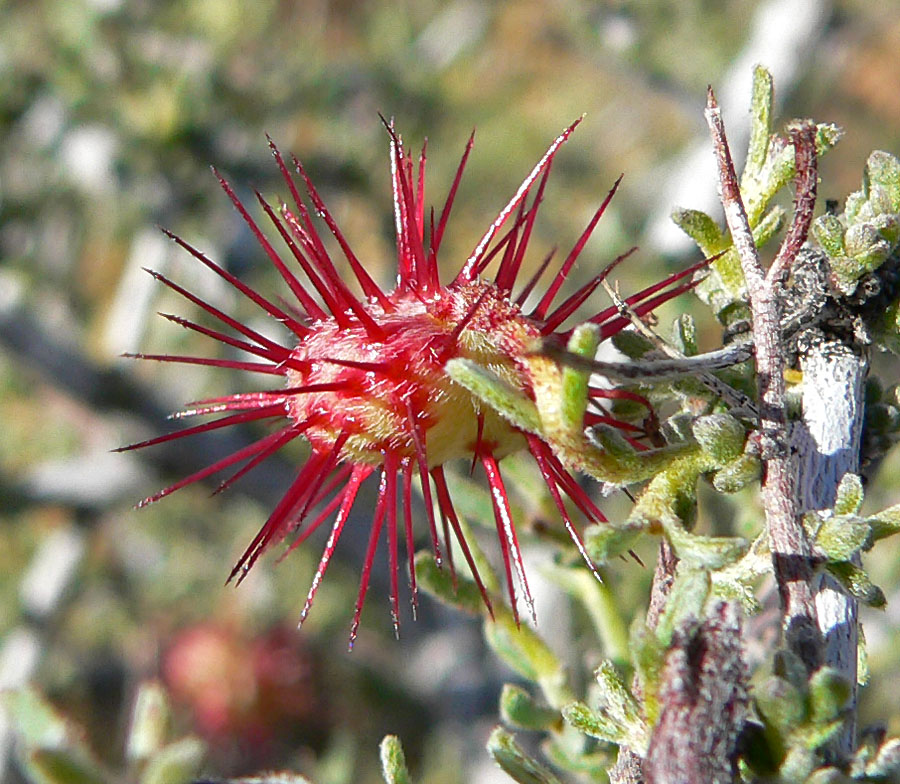
Plod Krameria erecta

Kramerie (Krameria) je jediný rod čeledi krameriovité z řádu kacibotvaré (Zygophyllales) vyšších dvouděložných rostlin. Jsou to keře nebo byliny se střídavými a většinou jednoduchými listy a nápadnými, dvoustranně souměrnými květy. Vyskytují se v počtu 18 druhů v sušších oblastech Ameriky od USA po Argentinu. Některé druhy jsou místně využívány jako léčivé rostliny.

## Popis
Kramerie jsou keře, méně často byliny se střídavými celokrajnými jednoduchými nebo výjimečně trojlistými (Krameria cytisoides) složenými listy bez palistů. Květy jsou nápadné, oboupohlavné, souměrné, jednotlivé úžlabní nebo v hroznech či rozvolněných latách. Květy jsou otočené spodní stranou nahoru (resupinátní). Kalich a koruna jsou většinou pětičetné, výjimečně čtyřčetné. Kalich je barevný, petaloidní (zbarvený jako koruna), složený z nesrostlých lístků. Korunní lístky jsou volné nebo částečně srostlé. tyčinka (botanika)|Tyčinky jsou nejčastěji 4 (3 až 5), volné nebo srůstající, nepřirostlé ke koruně, nestejně dlouhé. Gyneceum je svrchní, synkarpní, pseudomonomerní, tvořené2 plodolisty srůstajícími v jedinou komůrku. Plodem je nažka. Semena jsou bez endospermu.

## Rozšíření
Rod obsahuje asi 18 druhů a je rozšířen v Americe od jihovýchodních a jižních USA přes Střední Ameriku a Karibské ostrovy po Brazílii a Argentinu. Centrum druhové diversity je v Mexiku.
Charakteristických stanovištěm jsou spíše sušší oblasti – savany a polopouště.

## Ekologické interakce
Všechny druhy rodu kramerie jsou poloparazité pronikající haustorii do kořenů hostitelských rostlin. Semenáčky se dvěma velkými dělohami nemají kořenové vlášení a nejsou bez hostitele schopny čerpat vodu z půdy.
Květy kramerií jsou opylovány samotářskými včelami rodu Centris. Květy neprodukují žádný nektar, včely je navštěvují kvůli oleji produkovanému žlaznatými korunními lístky. Semena mají často dlouhé štětiny se zpětnými háčky a jsou šířena zvířaty.

## Taxonomie
Cronquist řadil čeleď Krameriaceae do řádu vítodotvaré (Polygalales).
Molekulární analýzy prokázaly příbuznost s čeledí kacibovité (Zygophyllaceae). V systému APG I byla čeleď Krameriaceae stejně jako Zygophyllaceae ponechána nezařazená do řádu v rámci větve dvouděložných nazývané Rosids. V systému APG II z roku 2003 je vřazena do čeledi Zygophyllaceae v rámci větve dvouděložných nazývané Eurosids I. V aktualizované verzi systému APG II, dostupné na stránkách Angiosperm Phylogeny, je společně s čeledí Zygophyllaceae vřazena do řádu kacibotvaré (Zygophyllales).

## Význam
Původní obyvatelé Severní i Jižní Ameriky používali kořeny kramerií k zastavení krvácení a jako zdroj barviva. Kořeny Krameria pauciflora jsou používány v Mexiku při zažívacích potížích, druh Krameria triandra je v Andách používán jako adstringens a k udržování chrupu.